# 桑田王
桑田王（くわたおう、？—729年3月16日），日本奈良時代的皇族。左大臣長屋王之第二王子，母亲吉備内親王，一说是石川虫丸的女儿。兄弟姐妹包括膳夫王、葛木王、鉤取王、安宿王、黃文王、山背王、智努女王、圆方女王、賀茂女王等。

## 生平
聖武朝神龟六年（729年）二月，長屋王之变爆发，長屋王被怀疑謀反，二月十二日（729年3月16日），長屋王、吉備内親王、膳夫王、葛木王、鉤取王一起自縊而死。其子礒部王，子孫氏族为高階氏。

## 脚注
1. ↑  「平城宮发掘調査出土木簡概報」